# La Dame de chez Maxim's
La Dame de chez Maxim's is een Britse filmkomedie uit 1933 onder regie van Alexander Korda. Tegelijk met de Franse versie werd ook een Engelse versie van de film gedraaid.

## Verhaal
Op een nacht zet dr. Lucien Petypon de bloemetjes buiten bij Maxim's. De volgende morgen wordt hij wakker naast de danseres La Môme. Juist op dat ogenblik krijgt hij een onverwacht bezoekje van zijn rijke oom. Dr. Petypon ziet zich genoodzaakt om het danseresje aan hem voor te stellen als zijn vrouw.

## Rolverdeling
| Acteur            | Personage                 |
| ----------------- | ------------------------- |
| Florelle          | La Môme                   |
| Esther Kiss       | Eléonore                  |
| Ady Cresso        | Mevrouw Virette           |
| Jeanne Frédérique | Onderprefect              |
| Maryanne          | Mevrouw Vibaudan          |
| Charlotte Lysès   | Gabrielle Petypon         |
| André Lefaur      | Generaal Petypon du Grêlé |
| André Alerme      | Dr. Lucien Petypon        |
| Palau             | Dr. Mongicourt            |
| Maurice Rémy      | Luitenant Corignon        |
| Marcel Meral      | Hertog                    |
| Henri Debain      | Etienne                   |
| Marcel Maupi      | Onderprefect              |
| Jean Delmour      | Marollier                 |
| Félix Mayol       | Bisschop                  |
| Madeleine Ozeray  | Clémentine                |